# لينوس نيرمال غوميز
لينوس نيرمال غوميز (7 سبتمبر 1921 - 27 فبراير 2021) كان أسقفًا هنديًا كاثوليكيًا، خدم كأول أسقف لأبرشية بارويبور المنشأة حديثًا منذ عام 1977 حتى تقاعد في عام 1995.
ولد غوميز في بورو جولا في الهند، وانضم إلى جمعية يسوع في 26 يونيو 1942، ورُسم كاهنًا في 21 نوفمبر 1954. وعين غوميز أسقفًا في أبرشية بارويبور في 30 مايو 1977 ورُسم أسقفًا في 19 نوفمبر 1977 تقاعد جوميز في 31 أكتوبر 1995 من منصب أسقف أبرشية بارويبور. توفي في فبراير 2021 عن عمر يناهز 99 عامًا.